# Und keiner weint mir nach (Roman)

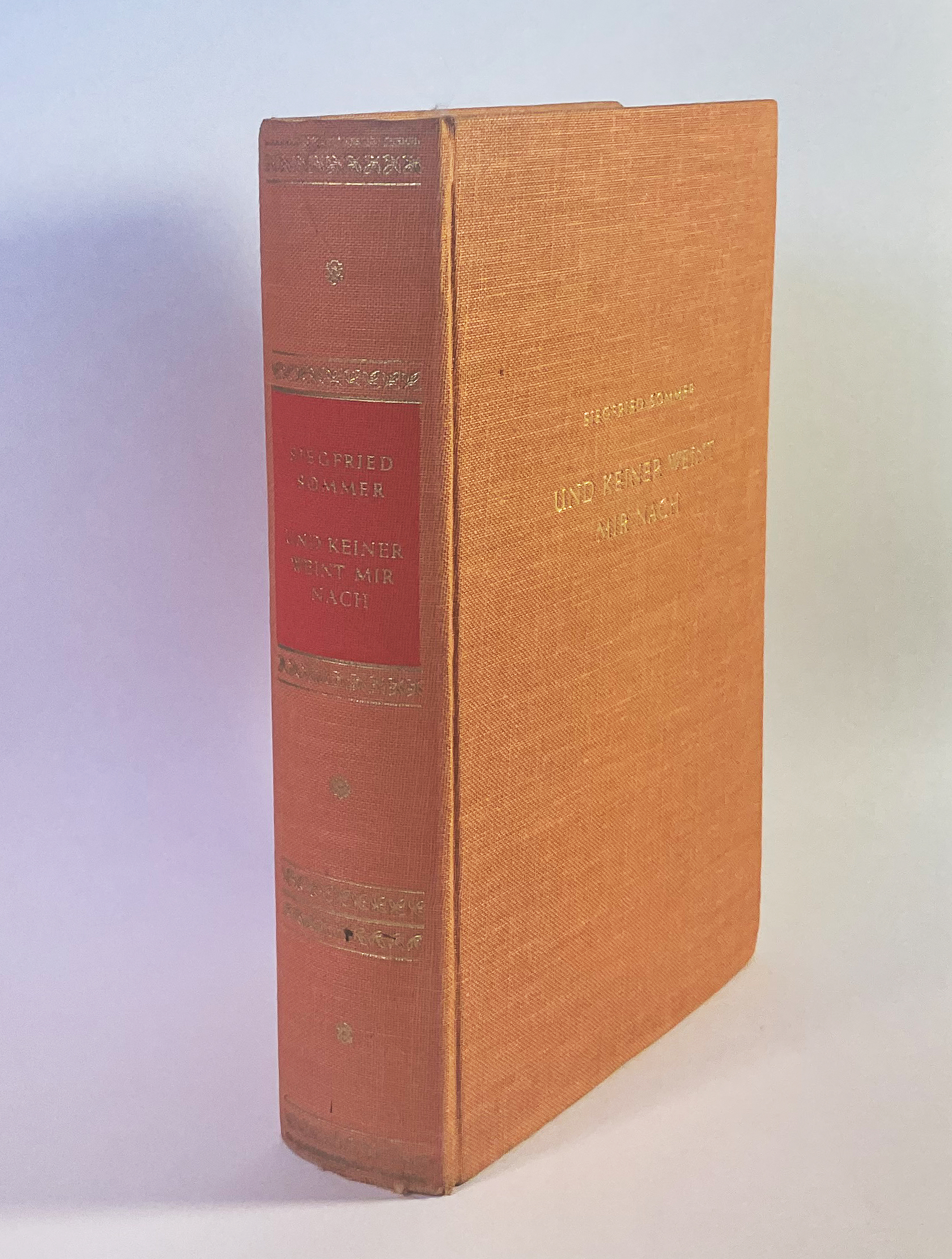
„Und keiner weint mir nach“ (Erstausgabe von 1953)

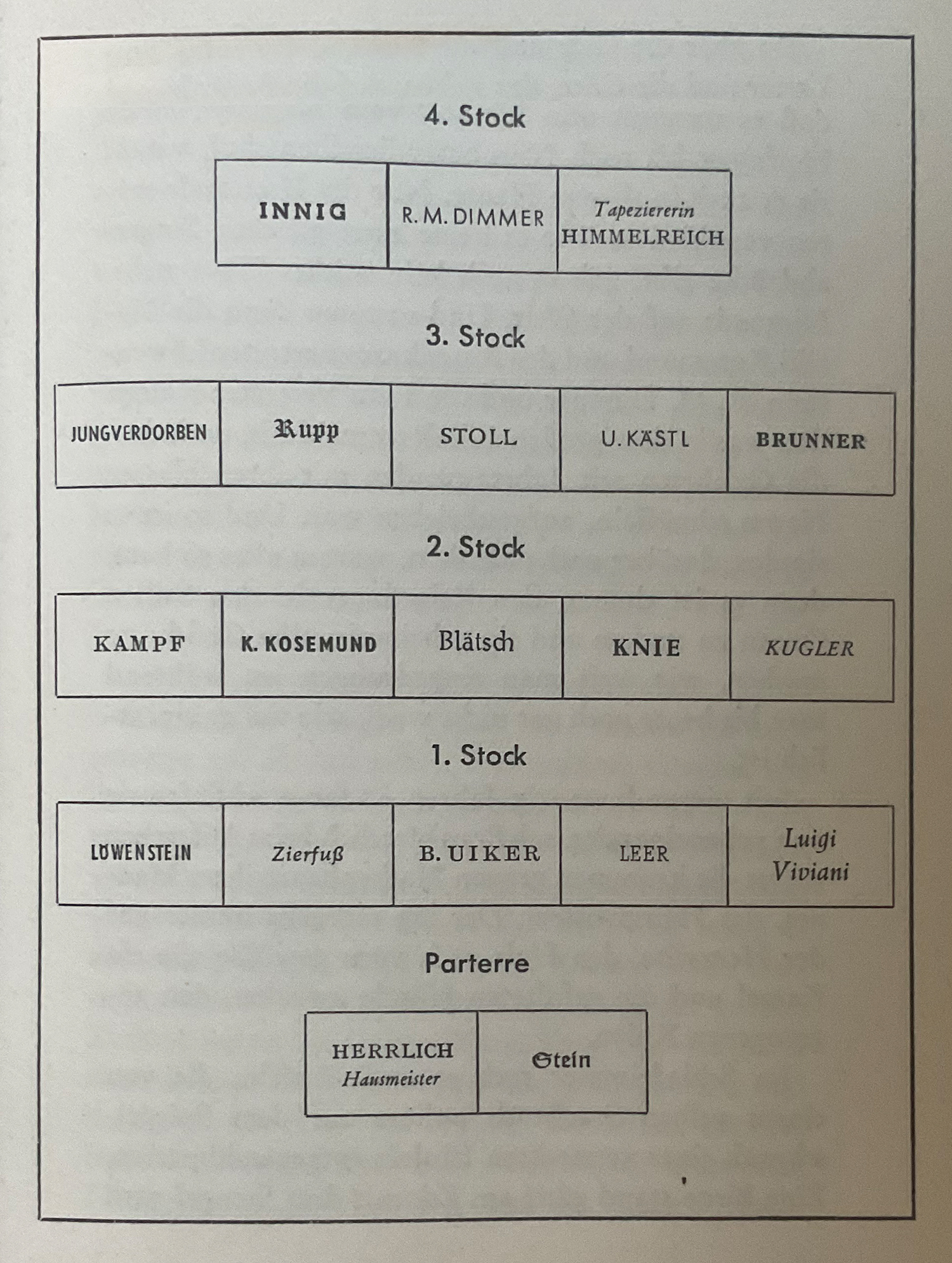
Die sog. „Haustafel“ mit den Namen der Bewohner der Mondstraße

Der Roman „Und keiner weint mir nach“ ist die erste Buchveröffentlichung des Münchner Schriftstellers und Kolumnisten Siegfried „Sigi“ Sommer (1914–1996). Das Werk erschien in Erstauflage 1953 beim Verlag Kurt Desch, München.
Die Handlung ist eine Mischung aus Milieustudie des Münchner Arbeiterviertels Giesing, beginnend in der frühen ersten Hälfte des 20. Jahrhunderts, einer (autobiografisch geprägten) Lebensgeschichte des Protagonisten Leo Knie und klassischem Drama. Bertolt Brecht bezeichnete das Buch als „besten Roman, der nach dem Krieg in Deutschland geschrieben wurde“. Sommer wurde dafür mit dem Weimarer Schiller-Preis ausgezeichnet.

## Autobiografischer Hintergrund
Sommer, der in der Sendlinger Bruderhofstraße aufwuchs und die Volkshauptschule am Gotzingerplatz besuchte, verlegte den Haupthandlungsort seiner Geschichte in die Untergiesinger Mondstraße. Ein Wohnhaus mit der (fiktiven) Nr. 46, bestehend aus „Vorder- und Hinterhaus“, beherbergt einen Großteil der Protagonisten.

## Handlung

### Allgemein

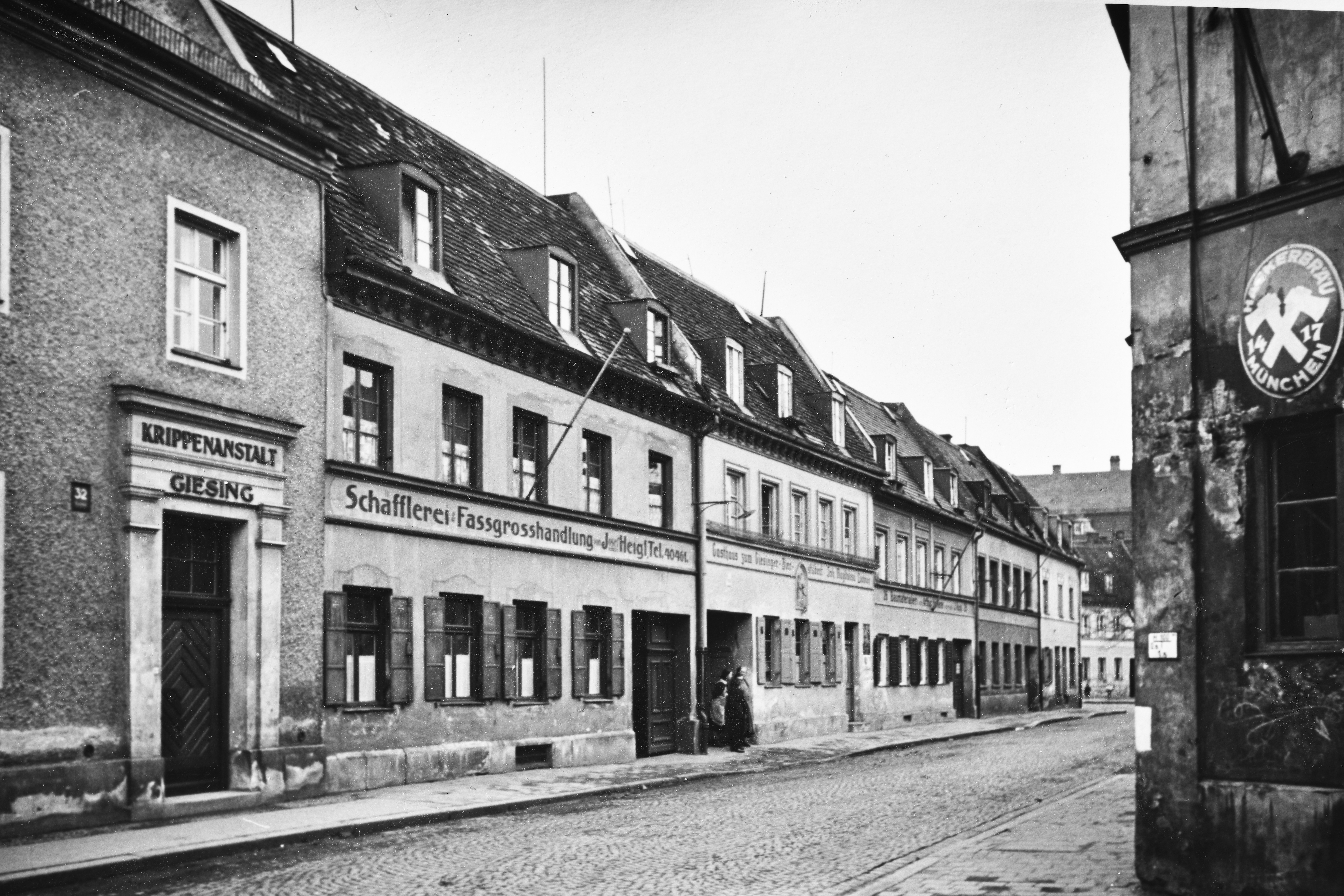
Die Mondstraße in Untergiesing. Beim vierten Haus handelt es sich um die reale Vorlage für den Haupthandlungsort

Sommers Roman erstreckt sich über den Zeitraum zwischen 1924 und 1952 und fängt damit die von Armut und Unsicherheit geprägte Zeit ein, die nach – und zwischen – den beiden Weltkriegen die Existenz der hauptsächlich kleinbürgerlichen Bevölkerung im Münchner Stadtteil Au bestimmte.
Ein Handlungsstrang betrachtet das allgemeine Leben und Treiben der „Mondstraßler“, ihre individuelle Lebenssituation, aber auch das Verhältnis untereinander. Eine zweite Erzählebene richtet ihr Hauptaugenmerk auf das Leben und Heranwachsen der Kinder in dieser Hausgemeinschaft, hier besonders auf Leonhard Knie und Marilli Kosemund. Beide haben einen nicht unproblematischen familiären Hintergrund, wohnen im gleichen Stockwerk und besuchen (zumindest anfangs) die gleiche Klasse. Aus der „Kinderfreundschaft“ entwickelt sich für Leonhard über die Jahre eine unerfüllte, unglückliche Verliebtheit. Die Anfangs sehr homogene Gruppe der Kinder bricht nach der Beendigung der Schulzeit, beginnender Lehrzeit und einiger Wegzüge immer mehr auseinander. Das erste und einzige Rendezvous zwischen Leo und Marilli misslingt katastrophal, und trotz gegenseitiger immer noch vorhandener Zuneigung finden sie nicht mehr zueinander.
Leo, verzweifelt und vereinsamt, beginnt eine Beziehung mit einer Prostituierten, vor der er sich eigentlich ekelt. Als diese ihm mitteilt, von ihm schwanger zu sein, begeht er mit einer Überdosis Schlaftabletten und Schnaps, Selbstmord. Vorher schreibt er an eine feuchte Fensterscheibe seines Zimmers den Abschiedssatz. „Und keiner weint mir nach...“
Auch die Geschichte von Marilli endet – nach einem „ausschweifendem Leben“ und gefangen in einer unglücklichen Ehe – tragisch:

„Eines Tages – Marilli ist jetzt siebenunddreißig Jahre alt – geht sie wie gewohnt in den Keller, um Kohlen zu holen. Der Hausverwalter Stein, der im Parterre wohnt, lässt sich gerade im Schutz der Dunkelheit eine Ladung Buchenholz vom Bauhof bringen. Aber der Lastwagenfahrer verwechselt den Kellerschacht. Ein Luftzug bläst Marillis Kerze aus. Gleich darauf trifft sie das erste Holzscheit hinter dem Ohr an der Schlagader. Sie stirbt ohne einen Laut, während in der Wohnung die Milch auf dem Herd überläuft und ihr Mann „Märry, he, Märry“ schreit.“

### Die Bewohner
Die Hauptpersonen des Romans leben alle in der Mondstraße 46. Sigi Sommer schreibt unter der im Buch abgebildeten „Haustafel“ (siehe rechts): 

„Dies waren die Inwohner (sic) eines Hauses in der Mondstraße in einer Stadt die groß war und doch auf dem riesigen Globus höchstens wie eine Warze ausgesehen hätte.“

Anmerkung: Die untenstehende Tabelle ist nur ein kurzer Abriss der Charaktere und hält sich in ihrer Form möglichst nahe an der Beschreibung des Autors (kursive Passagen), um den sprachlichen Stil / Charme des Buches einzufangen.
| Etage    | Türschild     | Bewohner (Beschreibung und Rolle) |
| -------- | ------------- | --- |
| Parterre | Herrlich      | Der Hausmeister |
| Parterre | Stein         | Der Hausverwalter |
| 1. Stock | Löwenstein    | Sigmund Löwenstein. »Er war aber kein Jude und verkaufte Rosenkränze«. Meist trägt er eine Art Kaplansgewand mit hohem, steifen Kragen. »Er hatte ein rundes Edamergesicht und aß sehr viel«. |
| 1. Stock | Zierfuß       | Michael Zierfuß ist ein lungenkranker Postschaffner, der »sein Leben schon seit zwei Jahren auf dem Balkon aushustet … das klang wie Knöchelklopfen auf einem gesprungenen Tongeschirr« er stirbt relativ früh im Buch. Seitdem ist seine Frau Fanni »mit ihrem blassen, immer etwas feuchten Töchterlein Gertrud« die Wohnungsinhaberin. |
| 1. Stock | B.Uiker       | Bartholomäus Uiker ist Altmetall- und Lumpensammler. »… Das charakteristische waren seine langen Arme …Sie sahen aus wie die Greifzangen eines Tauchers« Von der „Kinderbande“ oft verspottet rächt er sich, indem er sie beim Spielen in einem alten Lokomotiven-Dampfkessel überrascht, einzeln herausfischt, und »… mit einer blaßgrünen Weidengerte wortlos lächelnd über's Knie legt … das innere der Röhre war indessen mit komprimierten Grauen ausgefüllt. Die letzten Minuten von U47 konnten nicht schrecklicher gewesen sein« |
| 1. Stock | Leer          | Herr Leer ist städtischer Inspektor. »Er war kein außergewöhnlicher Mensch … mit gutmütigem Konfektionskopf … und sein Charakter war wohl auch von der Stange«. Seine Frau Zenta ist »sauber, fromm und nur ein bisserl mondsüchtig«. Der Sohn „Biwi“ ist der beste Freund von Leonhard Knie, und damit einer der Hauptakteure des Romans. Er stirbt gegen Ende des Buches während des Afrikafeldzug an Typhus |
| 1. Stock | Luigi Viviani | Scherenschleifer, der behauptet der Urenkel eines venezianischen Edelmanns zu sein. »Sein Gesicht war von einer Nase beherrscht, die wie der Griff einer Notbremse andauernd zur Berührung verlockte. Sein Gesicht glich einem auf die Spitze gestellten Dreieck« |
| 2. Stock | Kampf         | Ein Vertreter |
| 2. Stock | K. Kosemund   | Karl Kosemund, ein Revolverdreher hatte seine Frau auf einer Isarfloßfahrt kennengelernt, acht Wochen später geheiratet, und ihre uneheliche Tochter Marilli adoptiert …»seitdem war er ziemlich oberflächlich zu ihr, – er hatte ja schon mit seiner Frau genug zu tun«. Marilli ist neben Leonhard Knie eine der tragenden Rollen (ihr gehören die ersten Sätze) im Buch. »…Bevor man sie allgemein „das Flitscherl“ geheißen hat, nannte sie die Hausgemeinschaft „Balg“…« Sie ist sich früh ihrer Ausstrahlung auf das andere Geschlecht bewusst, kann sie aber meist nicht zu ihrem Nutzen einsetzen, und gerät so einfach häufig an die „falschen Typen“. Ihr Tod bildet auch den Abschluss des Buches. |
| 2. Stock | Blätsch       | Zitat: »Nun wohnen in so einem Haus auch farblose und langweilige Leute. Dazu gehörte der Büchsenmacher Blätsch mit seiner nichtssagenden einfältigen Frau«. |
| 2. Stock | Knie          | »Die Großmutter Knie war eine sehr alte Frau mit grauem Star und schwarzem Haar, die dreimal am Tag aus einem Steinkrug Bier trank... In das Bier brockte sie zwei Kaisersemmeln. – Sonst aß sie die ganze Woche nix, als nachmittags um drei Uhr einen Brathering«. Ihr Enkel Leonhard Knie ist die eigentliche Hauptfigur des Romans. Er wächst in einer recht lieblosen Umgebung „neben Schlägen mit dem langstieligen Kochlöffel nur mit dem notwendigsten versorgt“ weitgehend auf sich allein gestellt auf. |
| 2. Stock | Kugler        | Zitat: »Nun wohnen in so einem Haus auch farblose und langweilige Leute. … Auch die Kuglers waren so ein Volk, ratschten nicht, rauften nicht und warteten halt bis das zweite Jahrtausend voll würde«. |
| 3. Stock | Jungverdorben | Kaspar Jungverdorben ist Straßenkehrer. Der Fund eines kleinen Beutels mit (vermeintlich wertvollen) Schmuckstücken verändert sein Leben, Der Autor fasst es folgendermaßen zusammen. Zitat: »Mit der Familie Jungverdorben hatte sich das Schicksal einen argen Schwank gestattet«. |
| 3. Stock | Rupp          | Der „alte Rupp“ ist ein Vermessungsbeamter und Sportfischer. Von seiner Frau, „der Ruppin“ kennt niemand den Vornamen, aber sie hat eine schöne blonde Erntedankfrisur (mit falschen Zöpfen). Den Sohn nannten alle nur „Bubi“. |
| 3. Stock | Stoll         | Eine Witwe, die untervermietet und ihre „Zimmerherren“ mit der Nebenkostenabrechnung übervorteilt. |
| 3. Stock | U. Kästl      | Ein „Trambahner“. Ein dürrer kleiner Mann, der aber »seine buttermilchfarbenen Knie freudig in den Dienst der Heimatpflege stellte«… (Schuhplattler). Seine Frau ist Hilfsarbeiterin in der Großmarkthalle, und bringt oft ‚leicht angematschte‘ Bananen und Orangen mit, die manchmal auch die anderen Hausbewohner bekommen. Sie haben einen Sohn Ignaz („Nazi“), der zum Freundeskreis von Leonhard gehört. |
| 3. Stock | Brunner       | Die Wohnung heißt im Haus nur „Kling-Wohnung“, da Max Brunner „nur“ der angeheiratete Schwiegersohn vom „alten Kling“ und seiner Tochter Agnes ist. Der alte Kling gilt als „verkalkt“ und jedes Wochenende gibt es Streitereien. Sie haben eine (zu Beginn) dreizehnjährige Tochter: »Hanni, knochig im Gesicht, aber voller Pickel wie ein Streuselkuchen«. |
| 4. Stock | Innig         | Sidonie Innig, ein „spätes Fräulein“, das immer noch ihrer unerfüllten Liebe hinterhertrauert. |
| 4. Stock | R.M. Dimmer   | Rudolf Maria Dimmer, »ein Stangenholzhändler und Kommissionär mit einem Chevrolet-Wagen … und einem Schädel so blank wie ein Benzinkanister«. Die Dimmers sind im Haus unbeliebt, »Großkopferte halt«. Die Tochter heißt Eugenie, »aber daheim nannten sie das Kind meist „Wisi“, weil, sie sich solange bemüht hatten, dass sie das Wort lernt, damit sie nicht mehr ins Bett macht«… |
| 4. Stock | Himmelreich   | Matthias Himmelreich ist Tapezierermeister, seine Söhne heißen Kaspar, Melchior, Balthasar und seine Töchter Elfriede und Leni. »…es ist seltsam, daß alle fünf Kinder im November und Dezember zur Welt gekommen waren«. Die Leute meinten, er solle im März und April »lieber Bleichsoda statt Malzkaffe trinken« …»Die Tapezierer-Leni hatte einen zurückgebliebenen Fuß mit einer eisernen Gehmaschine … deswegen bekam sie an Weihnachten von den Hausbewohnern milde Gaben«. |

## Verfilmung und weitere Adaptionen
1996 wurde der Roman unter gleichem Titel von Joseph Vilsmaier verfilmt. Sowohl beim Publikum, als auch bei Kritikern fand das Werk keinen großen Zuspruch, da die Figuren (laut SPIEGEL) die Tiefe des Romans vermissen lassen: „Der Film wirkt so holperig, als sei bis zur letzten Minute ratlos daran herumgeschnippelt worden“.
Das Lexikon des internationalen Films und der Filmdienst schreiben: „Indem der Film eine Liebesbeziehung in den Mittelpunkt stellt, degradiert er die anderen Personen zu konturlosen Randfiguren. Auch schafft er es nicht, die gesellschaftspolitischen Hintergründe der Zeit sinnfällig in die Geschichte zu integrieren. Schauspielerisch passabel, bietet er nicht mehr als konventionelle Fernsehunterhaltung.“
1969 findet an den Münchner Kammerspielen die Uraufführung des Theaterstücks Marilli Kosemund statt.

## Literarischer Stil
Sigi Sommer verwendete einen sehr individuellen, stark münchnerisch geprägten Schreibstil, nicht so sehr im Dialekt, sondern „eher vom Duktus her“. Der Roman und die Geschichten rund um die Mieter im Haus Mondstraße 46 sind sehr fein beobachtet, und wären sicher ohne die eigenen Erfahrungen des Autors so pointiert nicht möglich, und obwohl einige der Schicksale tragisch enden, so „bleibt der Grundtenor doch launig und humorvoll“.
Der ehemalige Münchner OB Christian Ude schrieb in einer Rezension für die Süddeutsche Zeitung am 5. April 2008:

„Das Kleinbürgermilieu wird auch nicht verklärt, sondern als „Wirsching-Mief und Rindsfettgeranzel“ geschildert, geprägt durch erstaunliche Niedertracht in öden Ehen und zwischen missgünstigen Nachbarn […] Da lernen wir die ganze Verletzlichkeit der vermeintlichen Vorstadtstenzen kennen. Leo fantasiert sich in verschiedene Rollen, um Eindruck zu schinden, weiß aber nicht, wie er selber ist […] In der kalten Gewissheit, dass ihm keiner nachweinen wird, nimmt er die tödliche Dosis von Tabletten seiner Oma. Bubi verschmort als Panzerschütze, Biwi stirbt beim Afrikafeldzug an Typhus. Eine betrogene Generation.“

## Weiterführende Weblinks
- Inhaltsangabe und Kritiken von Dieter Wunderlich
- MucBook „Kein ausg'schamtes Haus …“  Eine Reportage über den Originalschauplatz des Romans.